# برنامج التعليم المدعوم بلغة الإشارة
برنامج التعليم المدعوم بلغة الإشارة يتم تنفيذه بواسطة المدرسة اللوثرية للصم بدءًا من فبراير 2012 بتمويل من صندوق التعليم الجيد.

## خلفية
حصل معظم الطلاب الصم على زراعة قوقعة مدعومة من حكومة هونج كونج، لكن مسؤول الاتصالات الكبير في لجنة تكافؤ الفرص، تشين جيه تشن، أشار إلى أن قدرة زراعة القوقعة محدودة. هناك تقارير من الطلاب تفيد بأنهم لا يسمعون سوى أصوات خافتة في معظم الأوقات وأن الغرسة لا تستطيع حل صعوبات التعلم. تقوم مدرسة اللوثرية للصم بالتدريس شفهيًا، بمساعدة لغة الإشارة حتى يتمكن الطلاب من التعلم بسهولة أكبر.
ومع ذلك، تفتقر هونج كونج إلى لغة إشارة موحدة وكاملة. يتم إنشاء معظم لغات الإشارة من قبل منظمات الصم المحلية المختلفة، وبالتالي فإن المفردات قد تحتوي على تعبيرات متعددة. علاوة على ذلك، فإن معظم المفردات تتعلق بالحياة اليومية والمفردات المتخصصة المتعلقة بالتعليم غير كافية.

## الأهداف
من فبراير 2012 إلى يناير 2015، يتم تنفيذ خطة مدتها ثلاث سنوات. الأهداف هي:
1. التأكد من أن المعلمين يقومون بالتدريس لفظيًا وباستخدام لغة الإشارة
2. إنشاء مركز موارد تعليم لغة الإشارة
3. فرز مفردات لغة الإشارة الشائعة لمساعدة الطلاب الصم على بناء لغة إشارة مشتركة بشكل منهجي لتسهيل التواصل والتعلم
4. تطوير مفردات متخصصة للمواد الدراسية لمساعدة الطلاب الصم على فهم محتوى الدورة وتوطيد المواد التي تم تعلمها
5. توفير تدريب لغة الإشارة للمعلمين لتسهيل التدريس
6. تعزيز أجواء تعلم لغة الإشارة
7. دعم تعلم لغة الإشارة من قبل أقارب الطلاب الصم
8. توفير قنوات لتعلم لغة الإشارة للطلاب الصم وموظفي التدريس ذوي الاحتياجات الخاصة للمساعدة في التعلم والتدريس

من فبراير 2015 إلى يوليو 2017، يتم تنفيذ خطة لمدة عامين. الأهداف هي:
1. تحسين قاموس لغة الإشارة المرئية بشكل مستمر لمساعدة الطلاب الصم على تحقيق التوازن بين لغة الإشارة والتطور الشفهي
2. تطوير أداة ملائمة لتعلم لغة الإشارة لتعزيز تطوير لغة الإشارة
3. خلق جو استماع جيد لتقليل فروق التعلم
4. مساعدة المعلمين والطلاب الصم على التطور المستمر
5. تطوير امتيازات الطلاب الصم وتوفير التدريب المهني على لغة الإشارة
6. تسهيل التواصل بين الطلاب الصم وأولياء أمورهم
7. تعزيز لغة الإشارة وثقافة الصم لتعزيز التواصل المدرسي والتبادل المهني بين المدارس

## استقبال
قالت مؤسسة منظمة "الصمت" بولي لام إن عدد المدارس الخاصة للصم في هونغ كونغ انخفض من ثلاث إلى واحدة. وأشارت أيضًا إلى أن المدارس الخاصة السابقة لا تدرس لغة الإشارة، لذا فإن الطلاب الذين يعانون من الصمم الكامل يضطرون إلى الاستماع مع قدرة سمعية ضئيلة أو قراءة الشفاه. ونتيجة لذلك، لا يستطيع الطلاب التعلم بشكل كامل. حتى لو كانت الأسرة قادرة على تحمل تكاليف الدروس الخصوصية، فإن ذلك يضيع الوقت. إنه يجعل الطلاب يفقدون الاهتمام بالتعلم ويشعرون بالإحباط.

## روابط خارجية
- الموقع الرسمي
- برنامج التعليم المدعوم بلغة الإشارة  على فيسبوك.